# Cyrtochilum schulzei
Cyrtochilum schulzei là một loài thực vật có hoa trong họ Lan. Loài này được (Schltr.) Dalström mô tả khoa học đầu tiên năm 2001.